# Live on St. Patrick's Day
Albums de Dropkick Murphys
Sing Loud, Sing Proud!
(2001) Blackout
(2003)
Live On St. Patrick's Day est un album enregistré live par le groupe de punk celtique Dropkick Murphys lors de différents concerts donnés en mars 2002 à l'occasion de la St Patrick à Boston, Massachusetts. L'album est sorti le 10 septembre 2002.

## Liste des chansons
Les vingt-six pistes de cet album sont :
1. Intro - 0:57
2. For Boston (T.J. Hurley) - 1:27
3. Boys on the Docks - 2:26
4. Road of the Righteous - 2:38
5. Upstarts & Broken Hearts - 2:49
6. The Gauntlet - 2:57
7. Rocky Road to Dublin (Chanson traditionnelle) - 2:36
8. Heroes From Our Past - 3:50
9. Finnegan's Wake (Chanson traditionnelle) - 2:15
10. Which Side Are You On? (Florence Reece) - 2:31
11. A Few Good Men - 3:12
12. Curse of a Fallen Soul - 3:16
13. The Torch - 3:48
14. Gang's All Here - 4:52
15. Forever - 3:35
16. Spicy McHaggis Jig - 3:23
17. John Law - 1:30
18. The Wild Rover (Chanson traditionnelle) - 3:24
19. Fortunate Son (reprise de Creedence Clearwater Revival) - 3:23
20. Nutty (Thème d'entrée des Bruins de Boston) - 1:38
21. Good Rats - 4:10
22. Amazing Grace (John Newton) - 2:28
23. Alcohol (Gang Green) - 1:54
24. Barroom Hero - 2:43
25. Dirty Water (Ed Cobb) - 3:20
26. Bloody Pig Pile (Skinhead on the MBTA) - 3:15